# Seraing
Seraing é uma cidade e um município da Bélgica localizado no distrito de Liège, província de Liège, região da Valônia.

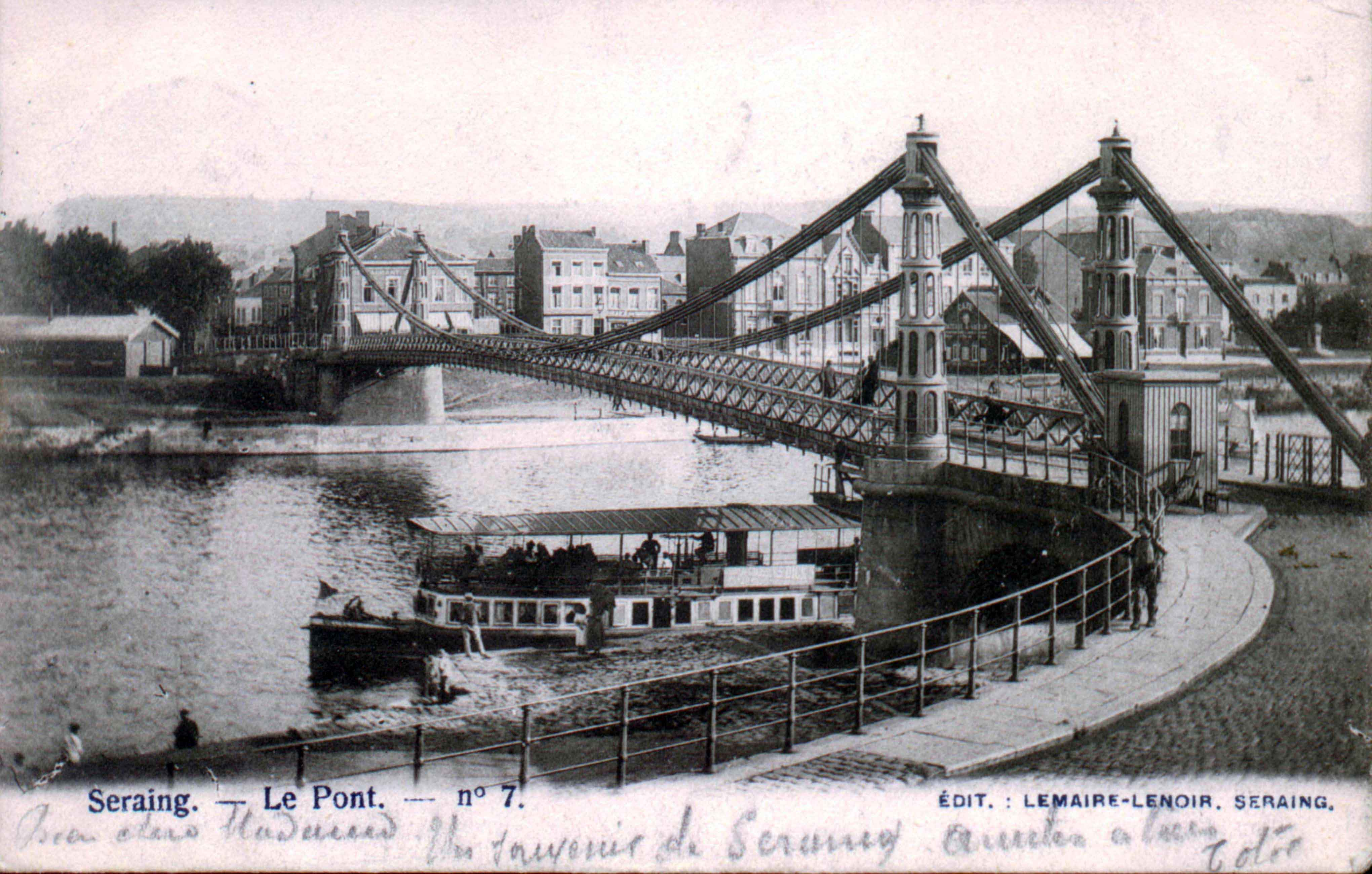
Ponte sobre o rio Mosa em 1902